# StarCraft
StarCraft је рачунарска игра коју је развила и издала компанија Близард ентертејнмент. Ова стратегија у реалном времену објављена је 31. марта 1998. године. Са преко 11 милиона примерака продатих широм света до фебруара 2009, Старкрафт је једна од најпродаванијих рачунарских игара, која и данас има огромну заједницу играча који се окупљају на бесплатном мрежном серверу, Battle.net.
Радња игре се одвија у 26. веку у удаљеном делу галаксије млечни пут. Игра прати три расе: Терани (енгл. Terrans), људи протерани са Земље; Зергови (енгл. Zerg), супербића која чине скуп разних асимилираних врста и Протоси (енгл. Protoss), хуманоидна бића са моћним психичким способностима. Своју популарност дугује брзој и флуидној механици игре, као и својим различитим фракцијама.
Старкрафт је био најпродаванија игра 1998. године. Многи новинари из индустрије рачунарских игара су хвалили Старкрафт као једну од најбољих и најважнијих видео-игара свих времена, и због подизања развоја РТС игара на виши ниво. Старкрафт је врло популаран у Јужној Кореји, где се професионални играчи и тимови боре на турнирима, који се преносе путем телевизије.
Након оригиналне игре уследио је додатак StarCraft: Brood War, а развојни студио је планирао игру и из првог лица StarCraft: Ghost, али је она отказана. Службени наставак StarCraft II: Wings of Liberty је изашао 2010. године. Модернизована верзија игре објављена је у августу 2017. године. У априлу 2017. године, оригинална игра са додатком је постала бесплатна.